# Stadtsparkasse Haltern am See
Die Stadtsparkasse Haltern am See war eine Sparkasse in Nordrhein-Westfalen mit Sitz in Haltern am See. Sie war eine Anstalt des öffentlichen Rechts.

## Geschäftsgebiet und Träger
Das Geschäftsgebiet der Stadtsparkasse Haltern am See umfasste die Stadt Haltern am See im Kreis Recklinghausen. Die Stadt war Trägerin der Sparkasse.

## Fusion
Am 25. Mai 2023 hat der Stadtrat der Stadt Haltern am See dem Zusammenschluss und damit dem Aufgehen in der Sparkasse Westmünsterland zugestimmt. Die Fusion wurde rechtlich zum 31. August 2023 wirksam. Die technische Fusion fand im April 2024 statt.

## Geschäftszahlen
Die Stadtsparkasse Haltern am See wies im Geschäftsjahr 2022 eine Bilanzsumme von 417,42 Mio. Euro aus und verfügte über Kundeneinlagen von 351,7 Mio. Euro. Gemäß der Sparkassenrangliste 2022 lag sie nach Bilanzsumme auf Rang 354. Sie unterhielt 4 Filialen/Selbstbedienungsstandorte und beschäftigte 99 Mitarbeiter.